# Fenestrulina reticularis
Fenestrulina reticularis är en mossdjursart som beskrevs av Liu och Hu 1991. Fenestrulina reticularis ingår i släktet Fenestrulina och familjen Microporellidae. Inga underarter finns listade i Catalogue of Life.